# 彈性能

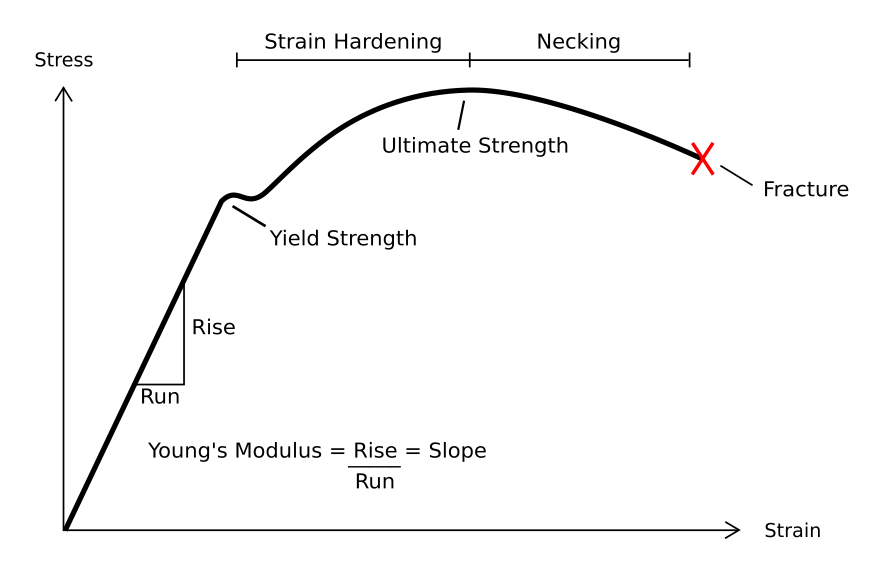

在材料科学領域，彈性能（英語：resilience）是一材料彈性變形時吸收的能量, 一旦除去應力則可以釋放相等的能量。實際上較常用的參數是彈性能模數，定義為一材料從未受應力至受降伏應力每單位體積吸收的應變能，可視為彈性變形內每單位體積能量吸收最大量。
在單軸向拉伸試驗，彈性能模數正是应力-应变曲线至降伏點下的面積，可由積分求得。
{\displaystyle U_{r}={\frac {1}{2}}\sigma _{y}\epsilon _{y}={\frac {1}{2}}\sigma _{y}({\frac {\sigma _{y}}{E}})={\frac {\sigma _{y}^{2}}{2E}}}
其中 {\displaystyle U_{r}} 是 彈性能模數，{\displaystyle \epsilon _{y}}是 降伏點對應的應變，{\displaystyle \sigma _{y}} 是 降伏強度，{\displaystyle E} 是 楊氏模數。
彈性能模數 (Ur) 的單位等同於應力、應變兩者單位的乘積。彈性能模數之SI單位為焦耳每立方公尺 (J·m−3) 。